# Campeonato Uruguayo de Primera División 1974
El Campeonato Uruguayo 1974 fue el 70º torneo de primera división del fútbol uruguayo, correspondiente al año 1974. Compitieron 12 equipos, los cuales se enfrentaron en sistema de todos contra todos a dos ruedas. El campeón fue el Club Atlético Peñarol.

## Participantes

### Ascensos y descensos
| Equipo | Ascendido como                      |
| ------ | ----------------------------------- |
| Fénix  | Campeón de la Segunda División 1973 |

| Equipo          | Descendido como           |
| --------------- | ------------------------- |
| Central Español | 11° Primera División 1973 |

## Tabla de posiciones
| Pos. | Equipo               | PJ | PG | PE | PP | GF | GC | Dif. | Pts. |
| ---- | -------------------- | -- | -- | -- | -- | -- | -- | ---- | ---- |
| 1º   | Peñarol              | 22 | 16 | 4  | 2  | 51 | 21 | +30  | 36   |
| 2º   | Nacional             | 22 | 14 | 3  | 5  | 45 | 25 | +20  | 31   |
| 3º   | Liverpool            | 22 | 14 | 3  | 5  | 47 | 29 | +18  | 31   |
| 4º   | Bella Vista          | 22 | 7  | 10 | 5  | 31 | 30 | +1   | 24   |
| 5º   | Defensor             | 22 | 5  | 11 | 6  | 23 | 26 | -3   | 21   |
| 6º   | Danubio              | 22 | 7  | 6  | 9  | 32 | 32 | 0    | 20   |
| 7º   | Montevideo Wanderers | 22 | 5  | 8  | 9  | 21 | 25 | -4   | 18   |
| 8º   | Fénix                | 22 | 5  | 8  | 9  | 20 | 30 | -10  | 18   |
| 9º   | Huracán Buceo        | 22 | 5  | 7  | 10 | 27 | 39 | -12  | 17   |
| 10º  | Rentistas            | 22 | 4  | 9  | 9  | 25 | 40 | -15  | 17   |
| 11º  | River Plate          | 22 | 3  | 10 | 9  | 15 | 29 | -14  | 16   |
| 12º  | Cerro                | 22 | 5  | 5  | 12 | 30 | 41 | -11  | 15   |

|  | Campeón Uruguayo y clasifica a la Copa Libertadores. |
|  | Clasifica a la Copa Libertadores.                    |
|  | Desciende a la Segunda División.                     |

|                                                   |
| Uruguay                                           |
| Campeón Uruguayo 1974 Peñarol 31.er título de AUF |

### Fixture

#### Primera vuelta
| Bella Vista          | 1–0 | River Plate   |
| Danubio              | 1–1 | Huracán Buceo |
| Fénix                | 4–3 | Defensor      |
| Liverpool            | 1–0 | Cerro         |
| Peñarol              | 1–0 | Rentistas     |
| Montevideo Wanderers | 2–1 | Nacional      |

| Bella Vista | 2–2 | Huracán Buceo        |
| Danubio     | 0–0 | River Plate          |
| Defensor    | 0–0 | Rentistas            |
| Fénix       | 0–0 | Peñarol              |
| Liverpool   | 0–0 | Montevideo Wanderers |
| Nacional    | 3–2 | Cerro                |

| Bella Vista | 3–1 | Cerro                |
| Defensor    | 0–0 | Liverpool            |
| Fénix       | 3–1 | Danubio              |
| Nacional    | 4–1 | River Plate          |
| Peñarol     | 4–1 | Huracán Buceo        |
| Rentistas   | 1–0 | Montevideo Wanderers |

| Bella Vista | 0–0 | Peñarol              |
| Cerro       | 1–1 | River Plate          |
| Danubio     | 2–2 | Nacional             |
| Defensor    | 1–0 | Montevideo Wanderers |
| Fénix       | 0–0 | Huracán Buceo        |
| Liverpool   | 3–2 | Rentistas            |

| Bella Vista   | 2–0 | Rentistas            |
| Danubio       | 1–0 | Montevideo Wanderers |
| Defensor      | 0–0 | Peñarol              |
| Huracán Buceo | 2–0 | Cerro                |
| Nacional      | 1–0 | Liverpool            |
| River Plate   | 1–0 | Fénix                |

| Bella Vista   | 1–1 | Defensor             |
| Danubio       | 3–1 | Liverpool            |
| Fénix         | 2–0 | Cerro                |
| Huracán Buceo | 1–1 | River Plate          |
| Nacional      | 5–1 | Rentistas            |
| Peñarol       | 2–1 | Montevideo Wanderers |

| Danubio              | 1–1 | Rentistas   |
| Fénix                | 0–0 | Nacional    |
| Huracán Buceo        | 2–1 | Defensor    |
| Liverpool            | 1–0 | River Plate |
| Peñarol              | 5–0 | Cerro       |
| Montevideo Wanderers | 1–0 | Bella Vista |

| Bella Vista | 1–1 | Liverpool            |
| Cerro       | 2–2 | Montevideo Wanderers |
| Danubio     | 1–1 | Defensor             |
| Fénix       | 2–2 | Rentistas            |
| Nacional    | 4–3 | Huracán Buceo        |
| Peñarol     | 1–0 | River Plate          |

| Cerro       | 1–1 | Defensor             |
| Danubio     | 3–0 | Bella Vista          |
| Liverpool   | 1–0 | Fénix                |
| Peñarol     | 2–0 | Nacional             |
| Rentistas   | 1–0 | Huracán Buceo        |
| River Plate | 2–1 | Montevideo Wanderers |

| Bella Vista   | 0–0 | Fénix                |
| Danubio       | 2–1 | Cerro                |
| Huracán Buceo | 1–0 | Montevideo Wanderers |
| Nacional      | 2–0 | Defensor             |
| Peñarol       | 4–0 | Liverpool            |
| Rentistas     | 0–0 | River Plate          |

| Bella Vista          | 1–1 | Nacional      |
| Cerro                | 3–0 | Rentistas     |
| Defensor             | 1–1 | River Plate   |
| Liverpool            | 2–0 | Huracán Buceo |
| Peñarol              | 3–2 | Danubio       |
| Montevideo Wanderers | 1–0 | Fénix         |

#### Segunda vuelta
| Bella Vista   | 1–1 | River Plate          |
| Defensor      | 0–0 | Fénix                |
| Huracán Buceo | 4–0 | Danubio              |
| Liverpool     | 3–2 | Cerro                |
| Nacional      | 2–1 | Montevideo Wanderers |
| Peñarol       | 6–2 | Rentistas            |

| Bella Vista | 2–0 | Huracán Buceo        |
| Danubio     | 4–1 | River Plate          |
| Liverpool   | 3–2 | Montevideo Wanderers |
| Nacional    | 2–1 | Cerro                |
| Peñarol     | 3–1 | Fénix                |
| Rentistas   | 4–3 | Defensor             |

| Bella Vista | 4–1 | Cerro                |
| Danubio     | 3–0 | Fénix                |
| Liverpool   | 4–0 | Defensor             |
| Nacional    | 4–0 | River Plate          |
| Peñarol     | 2–1 | Huracán Buceo        |
| Rentistas   | 0–0 | Montevideo Wanderers |

| Bella Vista | 4–3 | Peñarol              |
| Cerro       | 0–0 | River Plate          |
| Defensor    | 1–1 | Montevideo Wanderers |
| Fénix       | 1–1 | Huracán Buceo        |
| Liverpool   | 2–0 | Rentistas            |
| Nacional    | 2–1 | Danubio              |

| Cerro                | 3–0 | Huracán Buceo |
| Fénix                | 1–0 | River Plate   |
| Nacional             | 2–1 | Liverpool     |
| Peñarol              | 3–2 | Defensor      |
| Rentistas            | 3–1 | Bella Vista   |
| Montevideo Wanderers | 2–1 | Danubio       |

| Bella Vista | 0–0 | Defensor             |
| Cerro       | 3–1 | Fénix                |
| Liverpool   | 3–2 | Danubio              |
| Nacional    | 2–0 | Rentistas            |
| Peñarol     | 0–0 | Montevideo Wanderers |
| River Plate | 2–0 | Huracán Buceo        |

| Bella Vista | 1–1 | Montevideo Wanderers |
| Danubio     | 1–0 | Rentistas            |
| Defensor    | 4–2 | Huracán Buceo        |
| Liverpool   | 3–1 | River Plate          |
| Nacional    | 3–0 | Fénix                |
| Peñarol     | 2–1 | Cerro                |

| Bella Vista   | 4–3 | Liverpool            |
| Cerro         | 3–2 | Montevideo Wanderers |
| Defensor      | 1–0 | Danubio              |
| Fénix         | 1–1 | Rentistas            |
| Huracán Buceo | 1–0 | Nacional             |
| Peñarol       | 2–0 | River Plate          |

| Bella Vista   | 1–1 | Danubio              |
| Defensor      | 1–0 | Cerro                |
| Huracán Buceo | 2–2 | Rentistas            |
| Liverpool     | 4–1 | Fénix                |
| Peñarol       | 3–0 | Nacional             |
| River Plate   | 1–1 | Montevideo Wanderers |

| Cerro         | 2–1 | Danubio              |
| Defensor      | 2–0 | Nacional             |
| Fénix         | 2–1 | Bella Vista          |
| Huracán Buceo | 1–1 | Montevideo Wanderers |
| Liverpool     | 5–2 | Peñarol              |
| Rentistas     | 2–2 | River Plate          |

| Cerro                | 3–3 | Rentistas     |
| Defensor             | 0–0 | River Plate   |
| Liverpool            | 6–2 | Huracán Buceo |
| Nacional             | 5–1 | Bella Vista   |
| Peñarol              | 3–1 | Danubio       |
| Montevideo Wanderers | 2–1 | Fénix         |

### Tabla acumulada
Para realizar esta tabla se toma en cuenta el puntaje acumulado del Campeonato Uruguayo 1973 y 1974. 
Al ocupar los últimos dos lugares de la Tabla del Descenso, Huracán Buceo y Bella Vista jugaron un Torneo de Repechaje con Colón y Central Español, que fueron segundo y tercero, respectivamente, en el Campeonato Uruguayo de la Segunda División 1974.
| Pos. | Equipo               | Pts. 1973 | Pts. 1974 | Total |
| ---- | -------------------- | --------- | --------- | ----- |
| 1º   | Peñarol              | 35        | 36        | 71    |
| 2º   | Nacional             | 29        | 31        | 60    |
| 3º   | Liverpool            | 23        | 31        | 54    |
| 4º   | Danubio              | 28        | 20        | 48    |
| 5º   | Defensor             | 25        | 21        | 46    |
| 6º   | Rentistas            | 24        | 17        | 41    |
| 7º   | Montevideo Wanderers | 21        | 18        | 39    |
| 8º   | Cerro                | 23        | 15        | 38    |
| 9º   | River Plate          | 21        | 16        | 37    |
| 10º  | Fénix                | 1ª B      | 18        | 36    |
| 11º  | Huracán Buceo        | 16        | 17        | 33    |
| 12º  | Bella Vista          | 5         | 24        | 29    |

|  | Juegan un repechaje por la permanencia en Primera División. |

## Repechaje

### Tabla de posiciones
| Pos. | Equipo          | PJ | PG | PE | PP | GF | GC | Dif. | Pts. |
| ---- | --------------- | -- | -- | -- | -- | -- | -- | ---- | ---- |
| 1º   | Huracán Buceo   | 3  | 1  | 2  | 0  | 3  | 2  | +1   | 4    |
| 2º   | Bella Vista     | 3  | 1  | 1  | 1  | 6  | 3  | +3   | 3    |
| 3º   | Central Español | 3  | 1  | 1  | 1  | 4  | 4  | 0    | 3    |
| 4º   | Colón           | 3  | 1  | 0  | 2  | 2  | 6  | -4   | 2    |

|  | Se mantiene en la Primera División. |
|  | Desciende a la Segunda División.    |
|  | Se mantiene en la Segunda División. |

| Central Español | 2–1 | Bella Vista |
| Huracán Buceo   | 1–0 | Colón       |

| Bella Vista | 1–1 | Huracán Buceo   |
| Colón       | 2–1 | Central Español |

| Bella Vista     | 4–0 | Colón         |
| Central Español | 1–1 | Huracán Buceo |

Bella Vista descendió y Central Español y Colón permanecen en Segunda División. Racing fue el campeón de la Segunda División y ascendió para la temporada 1975.

## Clasificación a torneos continentales

### Liguilla Pre-Libertadores
| Pos. | Equipo               | PJ | PG | PE | PP | GF | GC | Dif. | Pts. |
| ---- | -------------------- | -- | -- | -- | -- | -- | -- | ---- | ---- |
| 1º   | Peñarol (C)          | 5  | 4  | 1  | 0  | 13 | 4  | +9   | 9    |
| 2º   | Montevideo Wanderers | 5  | 3  | 0  | 2  | 11 | 10 | +1   | 6    |
| 3º   | Nacional             | 5  | 2  | 1  | 2  | 11 | 11 | 0    | 5    |
| 4º   | Danubio              | 5  | 1  | 3  | 1  | 7  | 9  | -2   | 5    |
| 5º   | Liverpool            | 5  | 2  | 0  | 3  | 12 | 10 | +2   | 4    |
| 6º   | Cerro                | 5  | 0  | 1  | 4  | 10 | 20 | -10  | 1    |

|  | Clasifica a la Copa Libertadores 1975. |

### Fixture
| Danubio  | 2–1 | Montevideo Wanderers |
| Peñarol  | 4–2 | Cerro                |
| Nacional | 3-2 | Liverpool            |

| Nacional  | 5–2 | Cerro                |
| Liverpool | 4–1 | Danubio              |
| Peñarol   | 2–0 | Montevideo Wanderers |

| Peñarol              | 3–1 | Liverpool |
| Montevideo Wanderers | 5–3 | Cerro     |
| Danubio              | 1–1 | Nacional  |

| Montevideo Wanderers | 3–2 | Liverpool |
| Peñarol              | 4–1 | Nacional  |
| Danubio              | 3–3 | Cerro     |

| Danubio              | 0–0 | Peñarol   |
| Montevideo Wanderers | 2–1 | Nacional  |
| Cerro                | 0–3 | Liverpool |

| Uruguay                                   |
| Campeón Liguilla 1974 Peñarol 1.er título |

### Equipos clasificados

#### Copa Libertadores 1975
|   | Equipo               | Clasificación como            |
| - | -------------------- | ----------------------------- |
| 1 | Peñarol              | Campeón Liguilla 1974         |
| 2 | Montevideo Wanderers | 2° puesto en la Liguilla 1974 |